# 墓場鬼太郎
墓場鬼太郎（墓場鬼太郎）為日本漫畫家水木茂創作的漫畫。

## 作品概要
此為水木茂於1959年～1964年期間於數間不同書房出版社上，以貸本漫畫方式發表的作品。
最初在1959年於「兔月書房刊」裡的妖怪漫畫雜誌「妖奇傳」（妖奇伝）裡發表初次作品「幽靈一家」（幽霊一家）。當時前幾篇反應不佳，就在要被腰斬時因收到一封讀者的鼓舞來信，而能讓兔月書房刊同意持續創作，但之後因兔月書房刊未能給水木茂應有的稿費，使水木茂於1960年憤而轉向「三洋社刊」刊登作品。
在水木茂在三洋社刊連載「鬼太郎夜話」系列時，之前的兔月書房刊仍請另一位漫畫家「竹內寬行」來持續發表「墓場鬼太郎」，使得鬼太郎在此期間有鬧雙胞版本的情況。。
三洋社在水木茂要發表鬼太郎夜話第五篇故事時倒閉，使得成為墓場鬼太郎系列中沒正式向外發表的失傳作品。
之後水木茂與之前的兔月書房刊和解、而重回先前崗位發表作品，但不久於1964年兔月書房刊倒閉，而同年水木茂再轉向「佐藤プロ」、以及在「東考社」上發表鬼太郎貸本漫畫時期最後一個作品「ないしょの話」。
墓場鬼太郎的首次電視改編動畫於2008年發表。

## 相關作品
原作作品
| 年份 | 書刊社     | 作品名                          | 改編在ゲゲゲの鬼太郎上的作品  |
| ---- | ---------- | ------------------------------- | ----------------------------- |
| 1959 | 兔月書房刊 | 幽靈一家（幽霊一家）                    | -                             |
| 1959 | 兔月書房刊 | 幽靈一家‧墓場鬼太郎（幽霊一家‧墓場鬼太郎）         | -                             |
| 1959 | 兔月書房刊 | 通往地獄的單程票（地獄の片道切符）            | -                             |
| 1959 | 兔月書房刊 | 住宿屋（下宿屋）                      | 棘髮妖對吸血鬼（おどろおどろ対吸血鬼） 1968/11/01 |
| 1959 | 兔月書房刊 | 相遇時際總是有死人（あう時はいつも死人）          | -                             |
| 1960 | 三洋社刊   | 鬼太郎夜話① 吸血鬼與貓女 （鬼太郎夜話① 吸血鬼と猫娘）   | -                             |
| 1960 | 三洋社刊   | 鬼太郎夜話② 地獄的散步道 （鬼太郎夜話② 地獄の散歩道）   | -                             |
| 1960 | 三洋社刊   | 鬼太郎夜話③ 襲擊城鎮的水神 （鬼太郎夜話③ 水神様が町へやってきた） | -                             |
| 1960 | 三洋社刊   | 鬼太郎夜話④ 臉孔裡的敵人 （鬼太郎夜話④ 顔の中の敵）   | -                             |
| 1962 | 兔月書房刊 | 最離奇的勝負對決（怪奇一番勝負）            | -                             |
| 1962 | 兔月書房刊 | 霧中的強尼（霧の中のジョニー）                  | 吸血鬼艾利德（吸血鬼エリート） 1967/05/07   |
| 1964 | 兔月書房刊 | 奇怪的傢伙（おかしな奴）                  | 陰摩羅鬼（陰摩羅鬼） 1968/11/10       |
| 1964 | 佐藤プロ   | 我是新生（ボクは新入生）                    | 朧車（朧車） 1968/10/06           |
| 1964 | 佐藤プロ   | 奇異奧林匹克‧愚蠢的男人（怪奇オリンピック‧アホな男）     | -                             |
| 1964 | 東考社     | 秘密心願（ないしょの話）                    | 大海獸（大海獣） 1966/05/15         |

在「月刊ガロ」的改編作品
| 年份            | 作品名                       | 備 註                                 |
| --------------- | ---------------------------- | ------------------------------------- |
| 1966/03         | 鬼太郎的誕生（幽靈一家）（鬼太郎の誕生（幽霊一家）） | 重新繪製「」~ 「」 之間劇情的改編作品 |
| 1967/06~1969/04 | 鬼太郎夜話（鬼太郎夜話）               | 重新繪製「」~ 「」 之間劇情的改編作品 |

在「別冊少年マガジン」（月刊少年Magazine）的改編作品
| 年份       | 作品名         | 備 註                    |
| ---------- | -------------- | ------------------------ |
| 1969/01/01 | 貓屋的兄妹（ねこやのきょうだい） | 角色「寢子」的另一個結局 |

## 登場人物
鬼太郎（鬼太郎）
人類出現在地球前的太古種族「幽靈族」的最後一個後裔，在墓場出生後被人類上班族水木扶養著。在長大後因怪異的外貌與行為導致讓周遭許多人物感到不快，能藉著身上的靈毛背心自由往返人間地獄。
眼珠老爹（目玉おやじ）
鬼太郎的父親，因染上全身潰爛的不治之症而將身體包成像木乃伊的模樣，在身體腐爛到無法行動時因掛念剛出生無依無靠的鬼太郎而將生命力轉移到身上的一顆眼球上，之後便以眼珠模樣的小人在暗中看護著剛出生的鬼太郎。
鬼太郎母親（鬼太郎の母） 
鬼太郎母親，外形貌似日本四谷怪談中的醜陋女鬼阿岩，因貧困而去外頭賣血賺取生活費，在生鬼太郎前就死亡。
鼠男（ねずみ男）
「住宿屋」登場。全身僅包著一件破袍衣的鼠面人身半妖，與鬼太郎相遇後產生了彼此之間互相一同行動或是互相利用的微妙關係。
水木（水木）
「幽靈一家」登場。在「血液銀行」上班的上班族，因發生公司提供的血液造成醫院裡輸血者變成有如死人般的奇異症狀，而被奉命調查血液來源提供者，之後發現了血液來源為鬼太郎的母親而認識了鬼太郎的雙親。
在故事後因可憐於墓場誕生的鬼太郎而作為他的養父。在鬼太郎長大後；因鬼太郎漸漸有可疑的行動而觀察他的行為，之後意外發現鬼太郎偷藏起來的「地獄單程票」後，被地獄單程票給帶到地獄而無法返回人間。
事後數年在鬼太郎將水木公司的社長帶到地獄時，意外地與鬼太郎再度相見，而眼珠老爹看在水木有扶養鬼太郎長大的面子上便帶他重回人間，並與鬼太郎父子寄宿在「貓屋」（ねこや）內。
原作漫畫中並未交待水木最後的下場；而在墓場鬼太郎動畫中，水木在水神襲擊貓屋時的那一刻向鬼太郎求助，但最後被鬼太郎無情地拋棄而慘遭水神溶化殺害。
禿山（禿山）
「幽靈一家」登場。水木上班的公司「血液銀行」的社長。在偶然的情況下遇見鬼太郎父子後，得知他們就是之前提供幽靈族血液導致公司損失的關係人後，便想找機會開車帶他們出門後交給警方楚理，但在路上反被鬼太郎操控慢慢開往地獄，最後在驚嚇之餘意外衝向懸崖裡墜毀身亡。
水木的母親（水木の母）
「幽靈一家 墓場的鬼太郎」登場。平時對鬼太郎平時詭異的行為感到不舒服，在兒子水木落入地獄失蹤後聽從占卜師的建議、找機會將身為妖怪的鬼太郎給除掉，之後與鬼太郎一起前往地獄時；將鬼太郎推下懸崖（但她看到鬼太郎掉下懸崖的那一幕只是在她身上產生的幻覺）後發瘋，後續下落不明。
有馬凡（有馬凡）
「住宿屋」登場。是研究妖怪夜叉五十年的博士，在生命盡頭前總算發現了夜叉之墓，之後在用盡最後的力氣挖掘墳墓時遭到山中野鼠攻擊，而他身上流出的血流入了墳墓裡喚醒了妖怪夜叉。
在「月刊ガロ」裡改編的作品「鬼太郎夜話」裡將有馬凡研究的妖怪對象改成「牛鬼」；而印有「有馬凡」名字的名片也在ゲゲゲの鬼太郎的作品「棘髪妖對吸血鬼」（おどろおどろ対吸血鬼）裡出現。
夜叉（夜叉）
「住宿屋」登場。全身為毛髮的吸血妖怪，被有馬凡博士喚醒便吸走鬼太郎的靈魂、控制鬼太郎無意識的肉體作為部下，之後在郊外經營可免費用餐的住宿旅館，以等待人類上門。
魔人德古拉第四代（魔人ドラキュラの四代目）
「住宿屋」登場。為歐洲吸血鬼德古拉一族的第四代傳人，將鼠男收為部下叫他找尋適合的獵物，之後與鼠男住在由夜叉經營的旅店時，同時與夜叉爭搶住在旅店的人類漫畫家金野梨太，最後和夜叉大戰後與夜叉的毛髮糾纏成一大塊圓毛球、雙方皆窒息陣亡。
而鼠男將由夜叉與德古拉四代變成的毛球埋在土中後，產生了奇異的吸血植物「吸血木」。
金野梨太（金野梨太）
「住宿屋」登場。是沒什麼銷售量的漫畫家，與魔人德古拉第四代同時住宿在由夜叉經營的旅店，而變成倆方妖怪眼中的獵物。
Trunk永井（トランク永井）
「吸血鬼與貓女」登場，以當時名歌手法蘭克永井為範本的角色。在電車上歧視骯髒鼠男的歌手，而被鼠男當作將吸血木種植在人類身上的實驗對象。
在動畫版改用「Trump重井」（トランプ重井）的名字，而在漫畫週刊「月刊ガロ」裡改編的作品「鬼太郎夜話」中則改用名為「三島由美夫」的角色給替換。
寢子（寝子）
「吸血鬼與貓女」登場。為鬼太郎一行人住宿在「貓屋」（ねこや）裡樓下屋主的孫女，同時為鬼太郎初戀的對象。
有著美好的嗓音，夢想成為歌手，但身上有著看到魚、老鼠就會興奮變成貓妖的奇異症狀。
在故事中成為歌手時；被冒牌鬼太郎在演唱舞台上丟老鼠而被觀眾看到她變成貓妖的模樣給陷害，之後也被為了尋找能證明人死後地獄存在的證據「地獄之沙」的冒牌鬼太郎給帶到橋上拉去跳河而喪命。
死後以「貓女」（猫娘）的名號待在地獄裡，因為覺得自己會變成貓妖的這件事待在人間也只會被受到歧視欺侮，而放棄趕來地獄救援、提出只要披上鬼太郎的靈毛背心就能重返人間的眼珠老爹建議，而將靈毛背心留給冒牌鬼太郎使用讓他能重返人間；並原諒冒牌鬼太郎的惡行，之後便獨自一人留在地獄中生活。
在1969/01/01時，作者水木茂在作品「貓屋的兄妹」（ねこやのきょうだい），給了寢子另外一個結局。在該故事中冒牌鬼太郎實際上為寢子離家出走的哥哥，而鬼太郎之後帶寢子去妖怪醫院，替她治好了會變成貓妖的奇異症狀，使她最後能夠像平凡少女般生活。
冒牌鬼太郎（ニセ鬼太郎）
「吸血鬼與貓女」登場。外貌與鬼太郎幾近相同的少年，差別的地方是冒牌鬼太郎為普通人類、有完整的雙眼、身穿布鞋、黃黑小格子交叉搭配造型的背心。
對於長得與他相同的正牌鬼太郎看不順眼，便與鼠男連手對付鬼太郎。
事後與鼠男想藉用從偷鬼太郎身上偷取的靈毛背心做為噱頭，向媒體發表此靈毛背心為不屬於現世的任何材料所組成、因可用來證明另一個世界地獄的存在，之後媒體節目反應需要從地獄才有的「地獄之沙」才能做為地獄存在的真正證據，因此被鼠男勸說讓設法讓寢子有輕生自殺的念頭，之後跟著死去的寢子便有機會到達地獄；以找尋到地獄之沙，之後再藉著靈毛背心的能力重返人間。
冒牌鬼太郎在陷害寢子跳河身亡後，在地獄裡被寢子原諒他的惡行時痛苦悔改，之後為了贖罪及修身養性便剃了大光頭。與鬼太郎一同寄宿在貓屋裡，但一直與鬼太郎處得不好。而冒牌鬼太郎在最後被妖怪水神襲擊溶化身亡。
東條英機
「地獄的散步道」登場。眼珠老爹與冒牌鬼太郎在地獄裡遇到的前二戰日本首相亡靈，有和眼珠老爹一夥問了一下二戰後的日本社會經濟現況。
物怪（物の怪）
「地獄的散步道」登場。在荒郊外生活的貧困妖怪，與鼠男一同照料鼠男種植的吸血木，有積欠向高利貸公司借的一筆錢。
披頭族（ビート族の男、Beatnik）
「地獄的散步道」登場。鬼太郎在寢子死去後傷心待在咖啡店時遇到的男人，在鬼太郎面前展現出手花錢闊氣、告訴鬼太郎許多享樂子的方法，並利用鬼太郎在大眾面前製造意外、再趁機偷取注意力在鬼太郎身上的眾人的錢包。
事後被整氣不過的鬼太郎，請他前去一同去參加妖怪舉辦的派對，在派對上對出現的妖怪感到驚慌的披頭族便塞給鬼太郎一百萬、請求鬼太郎代替他和妖怪跳舞而驚慌落跑。
在「月刊ガロ」裡改編的作品「鬼太郎夜話」中則替他加上了墨鏡造型。
森脇真茶光（森脇真茶光）
「襲擊城鎮的水神」登場，以當時放行高利貸的金融業者森脇將光為範本的角色。是高利貸公司的社長，雇用鬼太郎去討物怪與水神欠他的一筆錢。
水神（水神）
「襲擊城鎮的水神」登場。遠古時代可變化成水的吃人透明妖怪，被前來向它討債的鬼太郎並給它吞下麻藥給激怒，之後便一路緊追到鬼太郎居住的城鎮並引起城鎮的混亂。
最後的下場是鬼太郎託人狼幫忙的情況下，在身上被撒上石油後點火焚死。（在月刊ガロ改編的結局是被撒上乾冰結凍後攪伴扔進水泥埋斃。）
大空雲雀（大空ひばり）
「襲擊城鎮的水神」登場。以當時名歌手美空雲雀為範本的角色，在自宅游泳時被躲在水中的水神襲擊身亡。動畫版改為名字「大空燕」（大空つばめ）。
蛤蟆小姐（ガマ令嬢）
「臉孔裡的敵人」登場。外形貌似美國動漫人物「Betty Boop」的女角，嘴唇有能像拉鍊般開啟閉合的奇異構造，是鼠男和人狼同時愛戀的對象。
事後接受鬼太郎為了自身安全迅速離開鼠男和人狼兩個怪物的勸告，而偷偷搬離了宿舍。
人狼（人狼）
「臉孔裡的敵人」登場。外表下為有禮的紳士，但看到滿月便會變成狼。
因暗戀隔壁宿舍蛤蟆小姐的關係，便接受替鬼太郎擊敗水神但要鬼太郎牽引他和蛤蟆小姐的條件，但事後蛤蟆小姐反而聽鬼太郎勸告偷偷離開，一氣之下與原先的情敵鼠男聯手要將鬼太郎裝進箱內扔進海中置於死地，但最後反被在眼珠老爹的偷偷幫助下、離開箱子的鬼太郎施展幻術搭上了幽靈列車，之後在車上按耐不住的情況下跳車撞上外面的石頭而死。（在1969年月刊ガロ改編的結局是被鬼太郎從身上分離的頭髮給勒死。）
金田（金田）
「最離奇的勝負對決」登場。為了侵佔他之前舊屋子的鬼太郎所困擾，便和村田聯手除掉鬼太郎，故事最後被居住在他舊屋子下的幽靈所殺害。在動畫版名字改成「金丸」。
村田（村田）
「最離奇的勝負對決」登場。失業的漫畫家，之後擔任金田的助手，害怕幽靈，在故事最後也遭遇害身亡。
嚮導妖怪（案内人）
「最離奇的勝負對決」登場。在金田與村田陷入幽靈吐出的迷霧幻覺裡出現，替他們倆人指引方向的妖怪。
身體上半身為長有數隻腳足與手臂、無臉孔的奇異造型，以「人生就像一本漫畫」作為開頭來講述人生道理。
強尼（ジョニー、Johnney）
「霧中的強尼」登場。是個欲獵奪日本總理大臣鮮血的吸血鬼，能夠透過身上背的吉它演奏出控制對方行動的樂曲。
強尼後續改編在ゲゲゲの鬼太郎作品的角色為「吸血鬼艾利德」（吸血鬼エリート），以及繪本作品「吸血鬼チャランポラン」。
池田勇人（池田勇人）
「霧中的強尼」登場，以當時日本政治家池田勇人為範本的角色。是被吸血鬼強尼盯上的獵物，為了自身安全請同樣和吸血鬼強尼為妖怪的鬼太郎作為保鏢。在動畫版名字改成「池垣勇人」。
昌一（昌一）
「奇怪的傢伙」登場。是繼承巨額財產的少年，因每到晚上會被奇怪的東西騷擾而請求鬼太郎相助。
仙人（仙人）
「奇怪的傢伙」登場。待在古墓中、能夠使用靈魂分離肉體的仙人。因窺覬著昌一的富有生活，便想找機會將昌一殺掉將自己靈魂附在昌一身上。
啟子（啟子）
「奇怪的傢伙」登場。昌一的戀人，在得肺炎死去時、遺體被仙人靈魂給佔據後前去昌一家。
水木茂（水木しげる）
「我是新生」登場；為作者水木茂以自身範本創作的角色。是個妖怪漫畫家。
某日待在咖啡店尋找靈感時、遇到了只有他想像世界才存在的鬼太郎與鼠男，之後自身所住的城鎮便被「BRIGADOON」奇異氣象給包圍住。
卡洛琳（カロリーヌ、Caroline）
「我是新生」登場。鬼太郎和鼠男同時迷戀的女孩，為巴黎大學畢業的才女，因此自身要求的結婚對象非大學畢業生不可。
卡洛琳也有改編在ゲゲゲの鬼太郎第三期的劇場版「強烈衝突!!異次元妖怪的大叛亂」中登場，在該劇場版中的造型為金髮的美型少女，不像原作造型為面孔帶著倒吊的細眼睛、以及嘴上掛著奇異的笑容。
加莫茲博士（ガモツ博士）
「我是新生」登場。卡洛琳的爸爸，是研究BRIGADOON奇異氣象的學者，企圖利用BRIGADOON的力量來佔領城鎮。
高僧チンポ
「我是新生」登場。額頭上擁有第三隻眼的西藏高僧，利用第三隻眼的能力來幫助日本政府透視被BRIGADOON氣象包圍的城鎮內部。
名字「チンポ」為日文男性陽具之意，在墓場鬼太郎動畫版裡名字改成「トムポ」，而此角色的配音人員為水木茂迷的日本推理小說家兼妖怪文化研究家京極夏彥。
「我是新生」登場。來自南方、臉孔有如巨大假面具的妖怪，就讀妖怪大學。
水木盛（水木さがる）
「奇異奧林匹克──愚蠢的男人──」登場；為作者水木茂以自身範本創作的角色。為沒啥收入的漫畫家，在故事中買了鬼太郎的「來世保險」並獲得能參加地獄的奇異奧林匹克入場券一張，使用入場券的下場是自身肉體被死後世界的某幽靈給占據，而自身靈魂最後只能游蕩在地獄中。
假水木盛（ニセ水木さがる）
「奇異奧林匹克──愚蠢的男人──」登場。真正的水木盛使用奇異奧林匹克入場券後奪取他肉體的幽靈，原先滿意能藉著水木盛的身體活在人間，但最後被接二連三湧來的家境債務問題而反悔。
落葉喜之助（落葉喜之助）
「奇異奧林匹克──愚蠢的男人──」登場。為躺在醫院病危的黑社會頭目老人，在輸入了鼠男的血液之後便重返年輕的肉體（動畫版為吃了由鼠男鬍子作成的藥膏），之後便想抓住鼠男以占有他能讓人類返老還童的血液。
院長（院長）
「奇異奧林匹克──愚蠢的男人──」登場。目賭了鼠男的血液注射在落葉喜之助上的奇異效果後，便想機會找到鼠男，之後聽鬼太郎說鼠男會出現在奇異奧林匹克賽後；也買了鬼太郎的來世保險而獲得奇異奧林匹克入場券一張。
露天拍賣商老人（露天商の老人）
「秘密願望」登場。在東京世田谷區ボロ市裡販賣各種奇怪用品的老人，賣給了鼠男用人類靈魂作成的食品乾物，之後被誤以為是魷魚乾的鬼太郎搶去吃掉後身體產生被溶化的反應，最後被鼠男與眼珠老爹包在盒子內帶去恐山的妖怪醫院治療。
血之溫泉的辦事員（血の温泉の係）
「秘密心願」登場。在恐山妖怪醫院底下血之溫泉擔任辦事員工的河童，替鼠男一行人處理吃了人類靈魂乾後身體被溶化的鬼太郎。
吾作（吾作）
「秘密心願」登場。居住在山中的老人，拯救了困在雪地裡為了尋找失蹤的眼珠老爹的鼠男。
在家中照料鼠男時向他透露了「明日青森大學」發現大海獸「鯨神」的消息，而鼠男也隨口亂說他在雪地尋找的正是能實現三個願望的眼珠。
鯨神（鯨神）
「秘密心願」登場。在新幾內亞裡上古生物「械齒鯨」（ゼウグロドン、Zeuglodon）的後代，而發現牠的明日青森大學研究人員渴望能收集牠的血液。
山田一郎（山田一郎）
「秘密心願」登場。明日青森大學裡研究大海獸「鯨神」的天才少年，在家中捕鼠網發現了和鼠男失聯的眼珠老爹後，把他當成有趣的東西照料著。
從新幾內亞收集鯨神血液返國後；被同伴村岡花夫給注射鯨神血液陷害，之後變成大海獸鯨神，但最後在鬼太郎幫助下復原。
村岡花夫（村岡花夫）
「秘密心願」登場。妒嫉山田一郎能力的少年，企圖想將研究鯨神的成果全歸功給自己；而將山田一郎給注射鯨神血液給變成大海獸。
故事最後帶著被鼠男用紅墨水掉包的鯨神血液拿去在學術界發表，而淪為笑柄。
山田一郎父親（山田一郎の父）
「秘密心願」登場。在山田一郎去新幾內亞調查鯨神後，到朋友吾作家時；聽吾作說放在他家中裡的奇怪眼珠正是能實現三個願望的眼珠後，便向眼珠老爹許了讓山田一郎能有三十萬研究費使用的第一個願望。
山田一郎母親（山田一郎の母）
「秘密心願」登場。當聽到山田一郎在新幾內亞研究鯨神下落不明後，向眼珠老爹許了能夠再看到山田一郎回來的第二個願望。（而最後一個願望是山田一郎父親希望能看到變成大海獸的山田復原。）

## 動畫

### 各集標題
| 集數 | 節目名               | 對應原作作品 | 撥放時間   |
| ---- | -------------------- | ------------ | ---------- |
| 1    | 鬼太郎誕生           | 、           | 2008/01/10 |
| 2    | 夜叉對德古拉四代（夜叉対ドラキュラ四世） | 、           | 2008/01/17 |
| 3    | 吸血木               |              | 2008/01/24 |
| 4    | 寝子                 |              | 2008/01/31 |
| 5    | 冒牌鬼太郎（ニセ鬼太郎）       |              | 2008/02/07 |
| 6    | 水神大人（水神様）         |              | 2008/02/14 |
| 7    | 人狼與幽靈電車（人狼と幽霊列車）   |              | 2008/02/21 |
| 8    | 最離奇的勝負對決（怪奇一番勝負） |              | 2008/02/28 |
| 9    | 霧中的強尼（霧の中のジョニー）       |              | 2008/03/06 |
| 10   | BRIGADOON異象（ブリガドーン）    |              | 2008/03/13 |
| 11   | 愚蠢的男人（アホな男）       |              | 2008/03/20 |

### 角色及配音員
- 鬼太郎：野澤雅子
- 眼珠老爹：田之中勇
- 鬼太郎父親（未變眼珠老爹前）：鄉里大輔
- 鬼太郎母親：鈴木麗子
- 鼠男：大塚周夫
- 水木：大川透
- 寢子：中川翔子（特別演出）
- 冒牌鬼太郎：伊倉一惠

- 水木母親：真山亞子
- 社長：佐藤正治
- 夜叉：堀秀行
- 德古拉四世：大友龍三郎
- Trump重井：ピエール瀧（特別演出）
- 物怪：鹽屋浩三
- 水神：川津泰彦
- 人狼：寶龜克壽
- 蛤蟆小姐：川浪葉子
- 金丸：柴田秀勝
- 美雅利：進藤尚美
- 村田：宮本充
- 吸血鬼強尼：江原正士
- 池垣：西村知道
- 水木茂：島田敏
- 水木太太：齊藤貴美子
- 卡洛琳：江原詩織
- 加莫滋博士：銀河萬丈
- 高憎トムポ：京極夏彦（特別演出）
- 妖怪アドバラナ：高戶靖廣
- 水木盛：小杉十郎太
- 假水木盛：大場真人
- 落葉：矢田耕司
- 院長：立木文彦

### 製作群
- 原作：水木茂
- 企劃：松崎容子
- 製作：伊藤幸弘、清水慎治、豊島雄郎、町田修一、伊藤泰造、林田師博、木村京太郎
- 製作人：高瀬敦也、梅澤淳稔、池澤良幸、細見康介
- 系列設計：地岡公俊
- 系列構成：成田良美
- 角色設計・畫面主導演：山室直儀
- 美術設計：本間禎章
- 美術管理：倉橋隆
- 色彩設計：辻田邦夫
- 攝影導演：入部章
- CG導演：森田信廣
- CG製作人：氷見武士、今村幸治
- CG管理生成：桜井正樹
- 音樂：和田薫
- 音樂製作：FUJIPACIFIC MUSIC INC、東映動畫音樂出版、Sony Music Entertainment
- 音楽製作人：佐野弘明
- 錄音：伊東光晴
- 音響效果制作：Lococom
- 音響效果：村上大輔
- 録音室：TAVAC
- 編集：片瀨健太
- 製作擔當：末竹憲
- 記録：樋口裕子
- 編成：城戶真知子
- 編集設計：木村誠
- 廣報：遠藤惠
- 宣傳：Asmik-ace Entertainment（竹内文惠、中村優子）
- 動畫製作：東映動畫
- 製作：墓場鬼太郎製作委員会
  - Fuji Television Network, Inc
  - ASMIK ACE ENTERTAINMENT, INC
  - SKY Perfect Well Think, Co. Ltd
  - Sony Music Entertainment (Japan) Inc.
  - 電通
  - 東映動畫
  - 讀賣廣告社

### 主題歌
開頭曲
モノノケダンス
作詞：石野卓球、ピエール瀧  作曲：石野卓球  編曲・歌：電気グルーヴ
※開頭曲動畫內容為擷取墓場鬼太郎原作漫畫中各個畫面拼湊而成，但沒擷取未被改編成動畫的、兩篇故事畫面。
片尾曲
snow tears
作詞：1pack market、中川翔子 作曲：鈴木大輔  編曲：nishi-ken  歌：中川翔子
※每一集的片尾曲動畫都會在中間穿插一個小畫面播放下一集的部份劇情內容，最後一集的片尾曲動畫則重播第一集的部份。片尾曲動畫最後出現一個留著人類頭髮的貓為原作中的開頭插圖。
挿入歌
有楽町で溶けましょう
作詞：ピエール瀧，作曲：石野卓球，編曲：中村慧，歌：Trump重井（電気グルーヴ）（Ki/oon Records）
君にメロロン
作詞、作曲：日向めぐみ（meg rock），編曲：nishi-ken，歌：中川翔子